# Faddei Bulgarin
Faddei Bulgarin   (Pyrašava, 24 de juny de 1789 (Julià) - Karlova i Tartu, 1 de setembre de 1859 (Julià)) va ser un escriptor, periodista i editor rus d'ascendència polonesa. A més del seu treball periodístic, va rejovenir la novel·la russa i va publicar el primer almanac teatral en rus. Durant la seva vida, les seves novel·les van ser traduïdes i publicades en anglès, francès, alemany, suec, polonès i txec. Va servir com a soldat sota Napoleó i, més tard, com a agent de la policia secreta del tsar.

## Biografia
Bulgarin va néixer al Gran Ducat de Lituània, que aleshores formava part de la Mancomunitat Polonesa-Lituana, en una família noble de la mansió de Pereszewo, al voivodat de Minsk (prop del poble modern de Pyrašava, Bielorússia), com a fill de Benedykt i Aniela, de soltera Buczyńska. Provenia d'una família noble amb arrels tàrtares lituanes de l'escut d'armes Bułat. Va rebre el seu nom en honor de Tadeusz Kościuszko. Segons alguns informes, el seu pare Benedykt va participar posteriorment en la revolta de 1794 i va ser exiliat a Sibèria per haver matat el general rus Voronov;  segons altres, només se'l sospitava de participar en el moviment d'alliberament i va ser arrestat el 1796, però alliberat ja a principis de 1797.
La infància de Bulgarin va transcórrer a les finques de Makovishchi, prop de Hlusk, al districte d'Orsha, al districte de Minsk, Minsk i Nesvizh. Des d'allà, Bulgarin va anar amb la seva mare de petit a Sant Petersburg, on es va unir al cos de cadets entre 1798 i 1806. Mentre estudiava, va començar a escriure contes de fades i sàtires. Coneixia malament el rus i al principi va estudiar amb dificultat i va ser ridiculitzat pels cadets, però gradualment va arrelar al cos. Sota la influència de les tradicions literàries del cos, va començar a compondre faules i sàtires, i posteriorment va escriure una crítica molt afalagadora del seu professor d'història GV Gerakov.
El 1806, Bulgarin es va convertir en corneta al Regiment d'Uhlans del Gran Duc Konstantin Pavlovich i immediatament va emprendre una campanya contra els francesos. Va ser ferit a la batalla de Friedland i condecorat per aquesta batalla. Va ser guardonat amb l'Orde de Santa Anna, de tercera classe.
Va participar en la Guerra de Finlàndia que es va lliurar entre l'Imperi Rus i el Regne de Suècia. Per una de les sàtires sobre el cap del regiment, el Gran Duc Konstantin Pavlovich, va passar diversos mesos arrestat a la Fortalesa de Kronstadt. Va ser enviat al Regiment de Dragons de Yamburg, però tampoc no va tenir èxit allà. A causa d'una història escandalosa sobre un "línia romàntica", va ser mal considerat. Per escriure sàtires, va ser donat de baixa amb el rang de tinent de l'Exèrcit Imperial Rus el 1811.
Havent perdut el servei, Bulgarin es troba sense diners, treballa durant un temps i després se'n va al Ducat de Varsòvia. Allà s'uneix a l'exèrcit creat per Napoleó; després de la Pau de Tilsit (1807), França era aliada de l'Imperi Rus. Com a part de la Legió del Vístula, va lluitar a Espanya durant la Guerra del Francès. El 1812, va lluitar a la campanya de 1812 contra Rússia al 8è Regiment d'Ulans del Ducat, que formava part del II Cos del Mariscal Oudinot. Per les seves accions durant la campanya de 1812, va ser condecorat amb la Legió d'Honor de 5a Classe i ascendit al rang de capità.
Va desenvolupar significativament les seves activitats literàries i editorials a Sant Petersburg, on va anar el 1819 i va fer amistat amb els principals escriptors locals. Va treballar al despatx personal de l'emperador de Rússia. Se sap que va ocupar una posició pro-cort en la seva activitat literària; va ser censor i informador de la policia imperial. Va ajudar Adam Mickiewicz a escapar de Rússia. Va ser un dels principals conservadors russos.
Els modals sense escrúpols de Bulgarin el van convertir en el periodista més odiós de l'Imperi Rus. Els principals poetes russos Aleksandr Pushkin i Mikhaïl Lermontov van dedicar epigrames crítics a Bulgarin. Aleksandr Pushkin, en particular, el va ridiculitzar en diversos epigrames, escrits també a la revista de Moscou Telescop. Pushkin canviava el seu nom a Figlyarin (d'una paraula russa per a "pallasso") en un dels epigrames anomenat Vidok Figlyarin. Al seu torn, Bulgarin va criticar intensament Pushkin a les seves obres. Bulgarin va replicar amb epigrames, en què el nom de Pushkin es traduïa com a Chushkin (de la paraula russa per a "disbarats").
Inspirat per Sir Walter Scott, Bulgarin va escriure la sèrie de novel·les històriques Vejeeghen (Vyzhigin), que solia ser popular a Rússia i a l'estranger. A aquestes les va seguir dues novel·les sentencioses Dmitri el pretendent (1830), sobre el fals Dmitri I, i Mazepa (1834) sobre Ivan Mazepa. El 1837 va publicar amb el seu propi nom una llarga descripció de la Rússia imperial, tot i que gran part de l'obra va ser en realitat de Nikolai Alexeyevich Ivanov, aleshores estudiant de doctorat a la Universitat de Dorpat.
L'objectiu de la majoria dels seus escrits era popularitzar les polítiques autoritàries d'Alexandre I de Rússia i Nicolau I de Rússia.
Al llarg de la seva carrera periodística, Bulgarin va ser víctima de constants crítiques i burles pel contingut dels seus escrits. Una de les personalitats russes que es burlava dels seus escrits va ser Aleksandr Puixkin. Tot això va fer que es convertís en un dels periodistes més menyspreats de Rússia.